# Бруун, Мортен
Мортен Бруун (дат. Morten Bruun; род. 28 июня 1965, Обенро) — датский футболист, центральный защитник. Всю карьеру провел в клубе «Силькеборг», выступал за сборную Дании. Чемпион Европы 1992 года.
После завершения карьеры футболиста тренировал свой родной клуб — «Силькеборг». В настоящее время Брунн много путешествует по Европе и работает комментатором на датском спортивном канале.

## Клубная карьера
Бруун дебютировал в «Силькеборге» в 1988 году и отыграл в клубе 12 сезонов. Он принял участие в более чем 500 матчах и забил около 50 мячей во всех турнирах. В составе команды Мортен в 1994 году выиграл датскую Суперлигу, а в 2001 году завоевал Кубок Дании. В 2001 году он завершил карьеру футболиста и на протяжении двух лет тренировал «Силькеборг».

## Международная карьера
В 1990 году Бруун дебютировал за сборную Дании. В 1992 году Мортен в составе национальной команды принял участие в чемпионате Европы и стал победителем турнира. На турнир он приехал в качестве запасного и не вышел на поле ни в одном матче. Сразу после первенства Европы он завершил карьеру в сборной.

## Статистика

### Матчи Брууна за сборную Дании
| Матчи Брууна за сборную Дании | Матчи Брууна за сборную Дании | Матчи Брууна за сборную Дании | Матчи Брууна за сборную Дании | Матчи Брууна за сборную Дании | Матчи Брууна за сборную Дании |
| ----------------------------- | ----------------------------- | ----------------------------- | ----------------------------- | ----------------------------- | ----------------------------- |
| №                             | Дата                          | Соперник                      | Счёт                          | Голы Брууна                   | Соревнование                  |
| 1                             | 5 февраля 1990                | ОАЭ                           | 1:1                           | —                             | Товарищеский матч             |
| 2                             | 14 февраля 1990               | Египет                        | 0:0                           | —                             | Товарищеский матч             |
| 3                             | 11 апреля 1990                | Турция                        | 1:0                           | —                             | Товарищеский матч             |
| 4                             | 15 мая 1990                   | Англия                        | 0:1                           | —                             | Товарищеский матч             |
| 5                             | 30 мая 1990                   | ФРГ                           | 0:1                           | —                             | Товарищеский матч             |
| 6                             | 6 июня 1990                   | Норвегия                      | 2:1                           | —                             | Товарищеский матч             |
| 7                             | 5 июня 1991                   | Австрия                       | 2:1                           | —                             | Чемпионат Европы 1992 (отбор) |
| 8                             | 12 июня 1991                  | Италия                        | 0:2                           | —                             | Товарищеский матч             |
| 9                             | 15 июня 1991                  | Швеция                        | 0:4                           | —                             | Товарищеский матч             |
| 10                            | 8 апреля 1992                 | Турция                        | 1:2                           | —                             | Товарищеский матч             |
| 11                            | 29 апреля 1992                | Норвегия                      | 1:0                           | —                             | Товарищеский матч             |

Итого: 11 матчей / 0 голов; 4 победы, 2 ничьи, 5 поражений.

## Достижения
«Силькеборг»
- Чемпионат Дании по футболу — 1993/94
- Обладатель Кубка Дании — 2001

Дания
- Чемпионат Европы по футболу — 1992